# Date Terumune
Date Terumune (伊達輝宗?; 1543 – 1585) Fu un samurai e daimyō del periodo Sengoku.
Succedette al padre Harumune e divenne il 16° capo della famiglia Date della provincia di Mutsu all'età di 16 anni espandendo il clan negli anni seguenti fino a controllare trenta distretti. 
Quando Oda Nobunaga fu assassinato nel 1582, Terumune supportò Toyotomi Hideyoshi nella disputa per il potere che ne seguì.
Terumune era padre di Date Masamune, il quale gli succedette alla guida del clan nel 1584. Masamune continuò la perenne guerra contro i loro rivali locali, il clan Nihonmatsu-Hatakeyama fino a quando Hatakeyama Yoshitsugu chiese a Terumune di intercedere. Nell'incontro che ne seguì Yoshitsugu rapì Terumune che morì durante un tentativo di salvataggio del figlio Masamune. 
Terumune era molto disponibile ed amato dai propri servitori e molti di essi commisero junshi (殉死?; suicidio dopo la morte del proprio signore) dopo la sua morte. Era sposato con una figlia di Mogami Yoshimori della provincia di Dewa.
Terumune è ricordato anche per la corrispondenza con Oda Nobunaga il quale gli mandò una serie di lettere dopo il 1574 per assicurarsi la sua alleanza nel lontano nord.